# クイズバトンタッチ
『クイズバトンタッチ』は、1980年代前半に独立UHF局で放送されていたテレビ神奈川制作の視聴者参加型クイズ番組である。制作局のテレビ神奈川では、1980年1月5日から1983年6月25日まで放送。

## 概要
3人1組のチームが1人ずつバトンタッチしながらワンコーナーずつクイズに挑戦し、15点獲得でゴールインという体裁。
チームでまず1人ずつ各コーナーを担当して点数を積み重ね、最後はチーム全員の力をあわせて優勝を目指すというスタイルでチームワークが要求される。
大石吾朗の巧みな話術と臨機応変でスピード感が溢れる進行と東海林のり子の淡々とした出題でテレビ神奈川の看板番組となった。

## 出演者
- 司会:大石吾朗
- 出題:東海林のり子
- アシスタント:あいあい

香寿美
- レポーター:萩原佐代子

## ルール
3人一組の3チームが挑戦。クイズは4パートに別れ、パート3まではチーム内の1人だけが解答、パート4は3人全員で解答する。 また、本番組では賞金は設定されていない。

### パート1
早押しクイズで正解なら1点獲得。不正解及び誤答は1点減点。

### パート2
三択クイズで毎回テーマが設定され、それにちなんだ問題を2～3問出題。正解なら1点獲得。不正解及び誤答のペナルティはない。 

### パート3
再び早押しクイズで正解なら2点獲得。不正解及び誤答は2点減点のうえ、次の問題の解答権を失う。

### パート4
チーム全員参加の早押しクイズ。正解なら3点獲得し、ほか2チームの得点が1点ずつ減点される。誤答の場合は3点減点。 時間以内に15点に到達したチームがゴールインとなり優勝。時間切れになった場合は優勝チームなしとなり、一番得点の多かったチームが「トップ賞」となる。

### チャレンジゲーム
優勝チームがチャレンジゲームに挑戦し、「香港旅行」か「那須テニスツアー」のいずれかが書かれた紙が入った封筒のうち1つを選び、その封筒にある場所への旅行が贈られた。

## エピソード
パート2の三択クイズには財団法人日本広報センター（JIC　政府系の機関）が協力の形で制作にかかわっており、その時々にちなんだ割と固めの特集クイズが組まれていた。
この日本広報センターが協力するテレビ神奈川制作の日本政府広報番組は、この前枠である1978年4月開始であるクイズ番組の「クイズハッピーチャンス」が始まりであるが、クイズ番組時代は5年3か月でこの2本のみ。次の「明日への選択」以後、「Just Japanシリーズ」までの5番組はトークやルポルタージュ形式のものだった。なお日本広報センターはいわゆる公益法人の改革により2013年3月31日に解散され、現存していない。

## ネット局
- テレビ神奈川（制作局）
- 群馬テレビ
- テレビ埼玉
- 千葉テレビ放送
- 岐阜放送
- 三重テレビ放送
- びわ湖放送
- 近畿放送（現・京都放送。途中からKBS京都の名称を使用開始）
- サンテレビジョン
- 奈良テレビ放送
- テレビ和歌山